# Presidentiële Orde
De Presidentiële Orde (Engels: "Presidential Order") van de Republiek Botswana is de enige ridderorde van dat Afrikaanse land. De onderscheiding wordt verleend voor bijzondere bijdragen aan het bestuur van  Botswana. Het lint is lichtblauw met een wit-zwart-witte middenstreep. 